# Међународни дан СОС телефона
Међународни дан СОС телефона (енгл. International SOS Telephone Day) обележава се сваке године 16. маја.

## Историја
СОС телефони и овакав тип помоћи у свету је уведен средином 1970-тих, док је у Србији прва СОС линија почела да ради марта 1990. године захваљујући женским организацијама. Потписивањем Конвенције савета Европе 2013. године, Србија се обавезала да уведе национални СОС број, који ће женама жртвама насиља бити доступан 24 часа.
СОС телефони су намењени жртвама насиља и ту су да обезбеде подршку, информације о начинима на које жртва може да заштити себе и начинима на које може пријавити насиље.
Ако осова која позива СОС телефон жели остати анонимна не мора остављати име и презиме, нити контакт податке. Када тражи помоћ телефонским путем, требало би да користи јавни телефон или телефон ван своје куће. Особа која позива СОС телефон може позвати било који СОС телефон без обзира на место у ком живи.
У Србији је 16. маја 2024. године, на Међународни дан СОС телефона, почео са радом први заједнички СОС телефон Мреже Жена против насиља заснован на феминистичким принципима. СОС телефон је 0800 300339 и бесплатан је за позиве свих мобилних и фиксних оператера.Национална СОС линија за жене жртве насиља - 0800 222 003 - ради под Центром за заштиту одојчади, деце и омладине у Београду. Постоје и национални СОС телефони за помоћ деци 0800 123 456, пријаву насиља у школама 0800 200 201 и превенцију самоубиства 011 7777 000. У Војводини је јединствени број за жене жртве насиља 0800 101 010.

## Принципи рада на СОС телефону
Приликом разговора позивањем СОС телефона потребно је придржавати се принципа који подразумевају:
- поверљивост
- анонимност корисника
- особа није крива за насиље које је преживела
- веровати особи која зове
- подршка малим корацима особе
- искуство сваке особе је вредно
- женска солидарност
- поштовање различитости
- нормализовање и варлидирање емоција
- без осуда и критика
- не давати савете

СОС телефони не представљају службе које пружају психотерапеутске услуге, нити се путем њих дају савети. Особа која се јавља на телефон је ту да саслуша жену и разуме, да јој помогне да разјасни ситуацију, да јој буде подршка док одлучује шта хоће да уради.